# Ян Кропидло
Ян Кропидло (пол. Jan Kropidło, нем. Johann I von Oppeln, Johann Kropidlo; 1360/1364 — 3 марта 1421, Ополе) — князь Стшелецкий (1382—1396) и Опольский (1396—1421), епископ познанский (1382—1384) и влоцлавский (1389—1394), архиепископ гнезненский (1389—1394, номинально), епископ камминский (1394—1398), хелминский (1398—1402) и влоцлавский (1402—1421).

## Биография
Представитель опольской линии Силезских Пястов. Старший сын князя Болеслава III Опольского и Анны, происхождение которой неизвестно. В отношении его прозвища «Кропидло» в источниках упоминаются две версии. По одной, это производное от «кропило (аспергилл)», приспособления, используемого для окропления святой водой, что намекает на его церковную карьеру. По второй он получил это прозвище из-за густых и кудрявых волос.
По неизвестным причинам, несмотря на то, что Ян был старшим из четырёх сыновей, он с детства был определён для церковной карьеры.
В 1379 году еще юношей, Ян был назначен настоятелем Собора Святого Мартина в Спишке Капитула в северной Венгрии, что дало ему значительные доходы. Своей быстрой карьерой Ян Кропидло был обязан своему дяде, князю Владиславу Опольчику, венгерскому палатину. Одновременно Ян также будет изучал юриспруденцию и теологию в университетах Праги и Болоньи.
В 1382 году умер князь Болеслав III Опольский, и Стшелецкое княжество получили в совместное владение его сыновья Ян Кропидло, Болеслав IV, Генрих II и Бернард. Их опекуном и регентом Стшелецкого княжества стал их дядя, князь Владислав Опольчик. В июне этого же года Ян Кропидло вернулся на родину, где благодаря поддержке польского и венгерского короля Людовика I Великого, получил должность епископа познанского. Епископскую кафедру в Познани Ян Кропидло занимал два года, в феврале 1384 года он получил более прибыльную должность епископа куявского или влоцлавского.
В 1388 году, после смерти архиепископа гнезненского Бодзанты, епископ влоцлавский Ян Кропидло стал претендовать на сан архиепископа гнезненского. Несмотря на поддержку папского двора, князь Ян Кропидло не смог занять пост архиепископа гнезненского. Резко против этого выступил новый король Польши Владислав II Ягелло, который находился в длительной вражде с Владиславом Опольчиком и предпочел не рисковать и не допускать на главную церковную должность в Польше его племянника. Спор о гнезненском архиепископстве продолжался до 1394 года, когда, Ян Кроаидло, отчаявшись добиться от польского короля согласия на вступления в сан, отказался от борьбы за него. Этот период борьбы за гнезненское архиепископство, был, возможно, самым тяжелым в жизни Яна, и сильно повлиял на его финансы.
В январе 1394 года князь Ян Кропидло получил сан епископа каменского. Доходы новой епархии были ничтожны, в связи с чем он выпросил у папы римского Бонифация IX право на получение доходов из имущества познанского епископства. Но здесь он снова встретил сопротивление со стороны короля Польши Владислава Ягелло, который запретил ему пользоваться богатыми бенефициями познанской епархии.
В 1396 году многолетний конфликт Владислава Опольчика и Владислав II Ягелло закончился победой последнего. Королевские войска заняли владения Опольчика в Силезии, после чего направились в Ополе, где племянники Владислава 6 августа того же года решили заключить мир с королем Польши. После этого фактическими правителями Опольского княжества стали сыновья Болеслава III Опольского, а Владислав лишь формально считался опольским князем до своей смерти.
В марте 1398 года Ян Кропидло был переведен на должность епископа хелминского. Хелминское епископство в Пруссии было расположено на территории Тевтонского ордена, который находился в состоянии войны с Польшей и Великим княжеством Литовским. В 1399 году Ян Кропидло, возвращавшийся из своего епископства в Польшуе, был задержан в Калише сторонниками Владислава Ягелло, вынудившими его принести присягу на верность польскому королю.
В 1401 году скончался князь Владислав Опольчик, что позволило епископу хелминскому окончательно примириться с польским королем Владиславом II Ягелло. Ян Кропидло вместе с братом Болеславом IV стали де-юре правителями Опольского княжества, хотя Ян только именовался опольским князем, а фактически им управлял Болеслав IV.
В январе 1402 года Ян Кропидло вторично получил должность епископа влоцлавского (куявского), которую он занимал уже до самой смерти. Должность епископа влоцлавского не была простой, в основном, из-за положения епархии во время войны между Тевтонским орденом и Польским королевством. В состав Влоцлавской епархии, во главе которой стоял Ян Кропидло, формально входила епархия Гданьского Поморья, что было очень неудобно для Тевтонского ордена, который всячески старался помешать епископу осуществлять руководство епархией. Эти обстоятельства способствовали сближению Яна Кропидло с Польшей, что особенно выявилось во время Великой войны с Тевтонским орденом в 1410 году, когда при посредничестве епископа представители Гданьска принесли ленную присягу на верность польскому королю Владиславу II Ягелло.

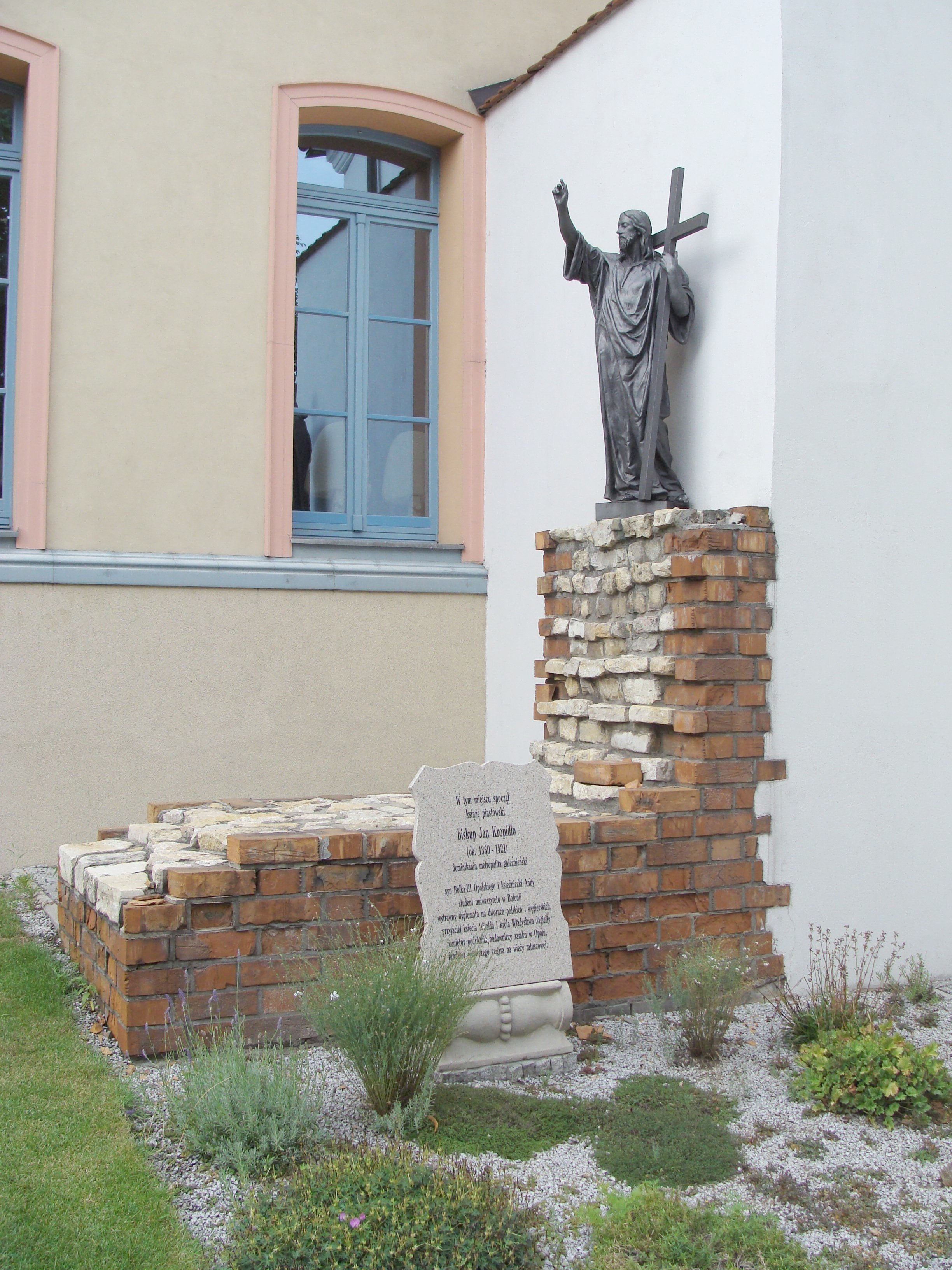
Могила епископа влоцлавского Яна Кропидло в городе Ополе

Решения Яна Кропидло поддержать польскую сторону в войне с Тевтонским орденом имело для него серьезные последствия. В 1411 году он был заключен под стражу членами городского совета Вроцлава. Жители Вроцлава, будучи подданными чешского короля Вацлава IV Люксембургского, союзника ордена, решили нейтрализовать деятельность епископа. На свободу Ян Кропидло был отпущен через три месяца после личного вмешательства короля Венгрии Сигизмунда Люксембургского. Члены городского совета Вроцлава вынуждены были принести ему унизительную церемонию извинений. В целом, отношения Яна Кропидло с Люксембургской династией были хорошими, и, благодаря этому, епископ получил аббатства Сексард и Паннонхальма в Венгрии. В октябре 1413 году епископ Ян Кропидло участвовал в заключении Городельской унии между Польшей и Великим княжеством Литовским.
В 1415—1417 годах епископ влоцлавский Ян Кропидло принимал участие в церковном соборе в Констанце, где обсуждался проект объединения католической и православной церквей. Пребывание на церковном соборе Ян Кропидло, пользовавшийся поддержкой папской курии и польской делегации, использовал для получения от Тевтонского ордена гарантий ненарушения прав епархии на Гданьское Поморье. Также Ян Кропидло добился наказания жителей Вроцлава за незаконное лишение его свободы несколькими годами ранее.
Как епископ влоцлавский Ян Кропидло был отличным администратором, и благодаря его руководству, доходы епископства существенно возросли. Он также пытался поднять ранг своей епархии, начав строительство великолепного кафедрального собора во Влоцлавеке.
Князь-епископ Ян Кропидло скончался 3 марта 1421 года в Ополе. Он завещал городу Ополе значительные денежные средства, благодаря чему город был полностью перестроен. Он был похоронен в костёле доминиканцев в Ополе (сейчас — Церковь Пресвятой Девы Марии и Святого Войцеха в Ополе). В течение жизни Ян Кропидло, несмотря на занимаемые церковные должности, вначале использовал титула князя Стшелецкого, затем князя Опольского.
В настоящее время в городе Ополе есть улица имени Яна Кропидло, на которой находятся гимназия и общеобразовательный лицей, принадлежащий Обществу Альтернативного Образования, и жилые дома.